# Сёстры Аршакян
Инга и Ануш Аршакян (арм. Ինգա և Անուշ Արշակյաններ) — армянский фолк-дуэт. Сестры Аршакян представляли Армению на Евровидении-2009 в Москве с песней «Jan Jan» («Ջան ջան») — «Джан джан». Заслуженные артистки Республики Армения (2014).

## Состав
Ануш Аршакян Окончила музыкальную школу им. Асламазяна по классу фортепиано.
В 1994 году завоевала первое место и приз зрительских симпатий на конкурсе в Омске. С этого времени она начинает выступать в качестве автора и композитора. Её песни начинают пользоваться большим успехом. После окончания музыкальной школы она поступает в колледж им. Бабаджаняна по классу фортепиано. В 1999 году она дебютирует в качестве солистки, выступая с государственным филармоническим оркестром Армении. С 2001 по 2005 год она обучается в Ереванской консерватории по классу джаз-вокала.
Инга Аршакян Окончила музыкальную школу им. Асламазяна и колледж им. Бабаджаняна, по классу скрипки в 1997 году. В 1998 году Инга присоединилась к своей сестре Ануш и они стали выступать вместе, исполняя не только дуэты, но и арии, где большую роль играет скрипка. Параллельно с её учёбой с 1999 года работала в ансамбле скрипачей им. Ачемяна, выступая с ним в различных турне. После серии сольных выступлений в США, Канаде, Аргентине и Франции, а также зарубежных концертов с театром, Инга вместе со своей сестрой начинает сольную карьеру. В 2002 году Инга окончила музыкальный колледж и по следам своей сестры поступила в Ереванскую консерваторию по классу джазового вокала, которую окончила в 2005 году.

## Дуэт
Инга и Ануш поют и творят с раннего детства, а выступать дуэтом на профессиональной сцене они начали с 2000 г.
Их дуэт выступал в составе Государственного театра песни Армении. С 2003 г. они начали сольную карьеру. Сестры выступали с концертами и в Армении и за рубежом — в городах США, России, Германии, в Тегеране, Лондоне, Париже.
С 2008 г. Инга и Ануш сотрудничают с компанией «ШАРМ Холдинг».
По данным отборочного тура, состоявшегося 14 февраля 2009 г. Инга и Ануш представили Армению на конкурсе песни «Евровидение» 12 мая в Москве и замкнули лучшую десятку исполнителей.
В сентябре 2011 года принимали участие в фестивале «Содружество на Волге», которые проходил в рамках международного конгресса «Культура как ресурс модернизации» в Ульяновске.

## Дискография

### Альбомы
- Menq ev mer sarery (2003)
- Tamzara (2006)
- Menqenq, mer sarere (2009)
- Sketches (2014)

### Синглы
- «Ser Yerevan»
- «Im Anune Hayastan E»
- «Jan Jan»
- «Gutan»
- «The road»
- «You Will Not Be Alone»
- «Don Hay»

### DVD
- «The Road» (2010)